# Altiyan Childs
Altijan Juric, né le 10 juin 1975 à Mount Isa, plus connu sous son nom de scène Altiyan Childs, est un auteur-compositeur-interprète australien. Il remporte la deuxième saison de The X Factor Australia en 2010, puis signe avec Sony Music Australia.
Son premier single Somewhere in the World atteint le top dix en Australie et en Nouvelle-Zélande et son premier album atteint la 3e place du ARIA Albums Chart et est certifié platine. Son deuxième album studio Born Before the Sun sort en septembre 2015, précédé par la sortie de six singles.

## Biographie

### Jeunesse
Altjian Juric, nait à Mount Isa, Queensland mais grandit à Sydney. Son père est d'origine Croate et sa mère est Serbe. Lui et sa sœur, Altiyana, portent le nom de la sœur de leur père, Altijana, qui est assassinée alors qu'elle n'avait que deux mois. À l'âge de 13 ans, alors qu'il est scolarisé à Chatswood High School, Altiyan Childs est le leader d'un groupe de rock appelé Over the Edge et, moins de deux ans après avoir obtenu son diplôme d'études secondaires, il forme un groupe appelé Masonia avec Daniel Rivers, Mo Bloomfield et Nathan Meryment. Le groupe connait un succès mineur en 2004 avec son premier single Simple, qui atteint la 41e place du ARIA Singles Chart. Masonia se sépare en 2008 et Altiyan Childs quitte alors le monde de la musique.

### 2010: «The X Factor Australie»
Altiyan Childs auditionne pour la deuxième saison de l'émission The X Factor Australia en 2010. Dans la catégorie des plus de 25 ans, il est parrainé par le chanteur irlandais Ronan Keating, qui le sélectionne pour la finale, une série de dix émissions hebdomadaires en direct au cours desquelles les candidats sont progressivement éliminés par le vote du public.
Tout au long de la finale, il reçoit des félicitations par les juges, notamment pour ses interprétations de Livin' on a Prayer de Bon Jovi, Beautiful Day de U2, Eye of the Tiger, Sex on Fire de Kings of Leon et pour Summer of '69 de Bryan Adams. Après le spectacle de la cinquième semaine, il disparait des répétitions et se rend dans une grotte sur les plages du nord de Sydney pour se reconnecter à une « belle mélancolie ». Lors d'une interview à la radio sur 2Day FM, il déclare : « J'ai été frappé au hasard vers 2 heures du matin par le fait que je devais me reconnecter avec ma « merveilleuse tristesse », c'est mon pouvoir secret, c'est ce qui me conduit dans la chanson et enflamme cette partie de moi [...], j'avais besoin de retourner dans un endroit où je ressentais une chose intime et romantique avec un souvenir ancien et cela a fonctionné ».
Tout au long de la compétition, il n'a jamais été dans les deux derniers, et finit par se qualifier pour la finale avec Sally Chatfield et Andrew Lawson. La grande finale a eu lieu le 22 novembre 2010 et, il est déclaré vainqueur. En tant que gagnant, Altiyan Childs reçoit un contrat d'enregistrement avec la maison de disques Sony Music Australia.

### 2010-présent: premier album et controverses
Son premier single Somewhere in the World est commercialisé en téléchargement à la suite de sa victoire à X Factor, le 22 novembre 2010. La chanson fait ses débuts sur l'ARIA Singles Chart à la 8e place, et au New Zealand Singles Chart à la 5e place,. Son premier album nommé Altiyan Childs sort en Australie et en Nouvelle-Zélande le 10 décembre 2010, avec les reprises enregistrées qu'il a interprété sur The X Factor. L'album atteint la troisième place des  ARIA Albums Chart et est certifié platine par l'Australian Recording Industry Association (ARIA), pour des ventes de 70 000 exemplaires,. En Nouvelle-Zélande, l'album atteint la troisième place et est également certifié platine par la Recorded Music NZ (RIANZ), pour des ventes de 15 000 exemplaires,.
Le 4 avril 2011, son manager personnel est arrêté après que la police a découvert un laboratoire chimique utilisé pour fabriquer de grandes quantités de drogues interdites. Altiyan Childs partageait la propriété avec d'autres colocataires, dont son manager et avait déménagé quelques jours avant la perquisition. Son manager est également inculpé pour possession d'armes illégales, dont des fusils, des pistolets à plomb et un taser. Dans une interview accordée à Today Tonight, diffusée sur Seven Network le 11 avril 2011, il révèle qu'il gagne moins que ce qu'il gagnait en tant que conducteur de chariot élévateur, malgré la sortie d'un single en 2010 et une tournée dans toute l'Australie. En juin 2011, il déclare à l'émission de radio australienne The Kyle & Jackie O Show qu'il prévoit une tournée nationale en Australie en août de la même année et que, si sa maison de disques est d'accord, il aimerait sortir un deuxième album studio,.
En janvier 2012, Altiyan Childs est reconnu coupable par le tribunal local de Taree pour la présence de méthamphétamine et de marijuana dans son organisme après avoir été contrôlé au volant en novembre 2011. Son permis de conduire est suspendu pour six mois et il est condamné à une amende de 600 $. À la suite de cet incident, le conseil municipal de Rockdale lui retire la clé de la ville qu'il lui avait attribuée. Le chanteur se lance alors dans une diatribe sur la corruption au sein de ce conseil. L'incident le conduit également conduit à se brouiller avec son mentor du X Factor, Ronan Keating. Le 24 janvier 2012, il est annoncé qu'il s'est séparé de Sony Music Australia. Un porte-parole de la maison de disques déclare à News Limited : « Il voulait aller dans une autre direction et la décision a été mutuelle. Nous lui souhaitons le meilleur ». À la même période, Altiyan Childs annonce sur sa page Facebook officielle qu'il va publier un livre de souvenirs intitulé Altiyan & Goliath, détaillant les « vérités les plus profondes » sur l'ascension et la chute de sa carrière après X Factor.
Fin 2012, Altiyan Childs signe avec le label indépendant Oxygen Music Group. Son deuxième album Born Before the Sun doit sortir en 2013. Le premier single, Headline, est publié en décembre 2012 et n'atteint pas le Top 100 ARIA,. En mars 2013, Oxygen Music annoncé que le chanteur n'est plus leur client. Il s'engage alors avec Vibe Management et il communique sur Facebook qu'il va faire une série de concerts aux États-Unis, mais les salles de concerts annoncées n'ont jamais entendu parler de lui.
Le 20 décembre 2013, Altiyan Childs publie Dreams comme premier single de son deuxième album studio Born Before the Sun. Le 13 mars 2014, le deuxième single de l'album Girl est publié,. Le troisième single Celebrity sort le 4 juillet 2014. Born Before the Sun sort le 27 septembre 2015, sur le label indépendant 9LoveRecords,. une sélection de morceaux écrits par le chanteur au cours des 15 dernières années et sort près de cinq ans après la sortie de son premier album éponyme. L 'album est disponible principalement en format numérique, des copies physiques pouvant être achetées sur le site officiel du chanteur.
En 2016, Altiyan Childs joue le rôle-titre de Jesus Christ Superstar pour Gateway Theatre Production. Le spectacle est un succès et se joue à guichets fermés lors des six représentations au Events Centre de Caloundra dans le Queensland. Les critiques sont positives.
En 2023, il effectue son retour musical en sortant des singles du 11 janvier au 20 juillet de manière indépendante. Les chansons sont N1obody, sorti le 11 janvier 2023, Baptised, sorti le 18 février 2023, Covenant, sorti le 6 avril 2023, 24 years, sorti le 6 avril 2023, Since I heard about you, sorti le 29 mai 2023 et The Power, sorti le 20 juillet 2023.

## Discographie

### Albums studio
| Titre               | Album                                                                                             | Classement | Classement | Certifications                    |
| Titre               | Album                                                                                             | AUS        | RMNZ       | Certifications                    |
| ------------------- | ------------------------------------------------------------------------------------------------- | ---------- | ---------- | --------------------------------- |
| 'Altiyan Childs'    | - Sortie : 10 décembre 2010 - Formats: CD, téléchargement numérique - Label: Sony Music Australia | 3          | 3          | - ARIA : Platine - RMNZ : Platine |
| Born Before the Sun | - Sortie : 27 septembre 2015 - Formats: CD, téléchargement numérique - Label: 9LoveRecords        | —          | —          |                                   |

### Singles
| Title                                                                   | Année | Classement | Classement | Certifications   | Album               |
| Title                                                                   | Année | AUS        | RMNZ       | Certifications   | Album               |
| ----------------------------------------------------------------------- | ----- | ---------- | ---------- | ---------------- | ------------------- |
| Somewhere in the World                                                  | 2010  | 8          | 5          | - ARIA : Platine | Altiyan Childs      |
| Ordinary Man                                                            | 2011  | 55         | —          |                  | Non-album singles   |
| Headlines                                                               | 2012  | —          | —          |                  | Non-album singles   |
| Dreams                                                                  | 2013  | —          | —          |                  | Born Before the Sun |
| Girl                                                                    | 2014  | —          | —          |                  | Born Before the Sun |
| Celebrity                                                               | 2014  | —          | —          |                  | Born Before the Sun |
| Water                                                                   | 2014  | —          | —          |                  | Born Before the Sun |
| Rise Up                                                                 | 2015  | —          | —          |                  | Born Before the Sun |
| Kiss Me                                                                 | 2015  | —          | —          |                  | Born Before the Sun |
| Driving                                                                 | 2015  | —          | —          |                  |                     |
| "—" désigne un enregistrement qui n'a pas été classé sur ce territoire. |       |            |            |                  |                     |